# Швендт, Теодор
Теодор Швендт (нем. Theodor Schwendt; 6 ноября 1865 — 21 марта 1916, Вена) — австрийский скрипач и альтист.
В 1876—1882 гг. учился в Венской консерватории, ученик Йозефа Хельмесбергера-младшего и Карла Гофмана. Концертмейстер курортного оркестра в Мариенбаде. С 1885 г. кандидат, с 1895 г. действительный член оркестра Венской придворной оперы. С 1886 г. играл в Венском филармоническом оркестре (вторая скрипка, с 1889 г. первая скрипка). В 1890—1901 гг. альтист Квартета Хельмесбергера.
В 1897—1898 гг. преподавал в Венской консерватории; среди его учеников Вальтер Рабль, посвятивший ему сонату для скрипки и фортепиано Op. 6 (1899).
Кавалер ряда австрийских и иностранных наград, в том числе Ордена Меджидие четвёртой степени.
Покончил с собой.